# Mechra Bel Ksiri
Mechra Bel Ksiri (en arabe : مشرع بلقصيري) est une ville du Maroc. Elle est située dans la région de Rabat-Salé-Kénitra sur la rivière de Sebou. Elle possède deux usines de sucre (canne à sucre et betterave à sucrière), réputée pour ses richesses agricoles telles que les agrumes et légumes.

## Origine du nom
Quand la ville était séparée par la rivière en deux zones bien distinctes, la seule façon de passer d'une rive à l'autre était d'utiliser la barge de monsieur Bel-Ksiri. Le terme Mechra veut dire passage, gué. Depuis, cette ville porte le nom de son passeur.
Durant la colonisation Française, Mechra Bel Ksiri était parfois surnommée « Le Petit Paris ».

## Géographie
Mechra Bel Ksiri est située sur la rive nord de l'Oued Sebou à une altitude d'environ 15 mètres. La capitale Rabat est distante d'environ 130 km (en voiture) au sud-ouest. La ville est aussi à environ 170 km au sud de Tanger.

## Climat
Le climat est tempéré à chaud. La pluie (environ 570 mm/an) tombe presque exclusivement d'octobre à mai, saison dite « des pluies ».

## Enseignement
La ville dispose de trois lycées d'enseignement général dont un avec spécialisation agricole, ainsi que de deux collèges. Le système scolaire a permis l'essor de jeunes cadres de la région dans les domaines agricoles, sociaux, économiques, médicaux, etc.

## Transport
Avec la nouvelle ligne du chemin de fer, la ville n'est qu'à une heure et demie de Rabat et à deux heures de Casablanca par le TNR (Train navette rapide).

## Démographie
| Date       | 1994   | 2004   | 2014   |
| Population | 23.876 | 27.630 | 31.497 |

La plupart des habitants qui ont immigré depuis les villages environnants dans la seconde moitié du XXe siècle sont d'origine de Gharb.

## Histoire

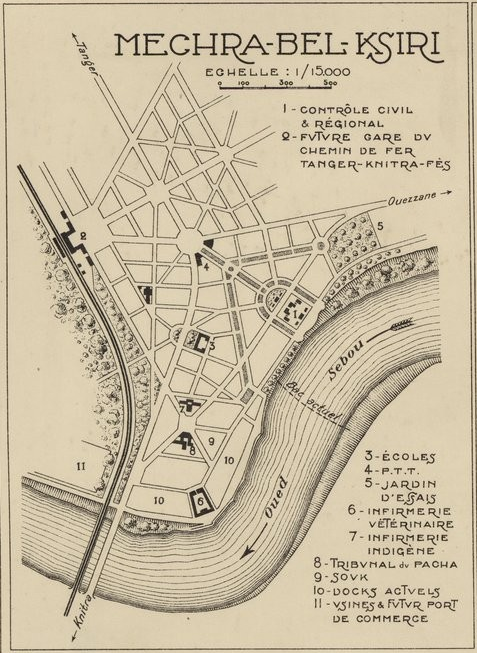
Plan topographique de Mechra-Bel-Ksiri (1918)

Comme il est courant dans les régions du Maghreb, il n'y a pas de traces écrites de l'histoire du lieu. Au début du protectorat français (1912), l'endroit n'est qu'un village de quelques habitants. Sous le protectorat français (1912-1956), une gare est créée.
En 1921, la route de Sidi-Yahia à Mechra Bel Ksiri commence à être construite.
Un pont de 145 mètres de long au tablier suffisamment haut pour éviter les crues de l'Oued Sebou est construit avant les années 1950.

## Sport
- Football : ACK (Amal Club Mechraa Bel Ksiri).

## Personnalité liées à la ville
- Mahieddine Khalef (1944-2024), ex footballeur devenu entraîneur de football algérien, y est né.
- Zemouri Qandil (1965), professeur de français et auteur, y est né[1].
- Nourredine Bahri (Niro) (1987), rappeur franco-marocain